# Спінодаль
Спінодаль — крива на фазовій діаграмі, що визначає стани, в яких найменше збурення призводить до фазового переходу. Зазвичай лежить всередині бінодалі. В частині фазової діаграми, обмеженій бінодаллю та спінодаллю, можливе існування метастабільної фази.
Для бінарної суміші спінодаль визначається з умови рівності нулю другої похідної від вільної енергії Гельмгольца відносно концентрації однієї з компонент суміші.